# Quincy-Landzécourt
Quincy-Landzécourt ist eine französische Gemeinde mit 138 Einwohnern (Stand: 1. Januar 2022) im Département Meuse in der Region Grand Est (bis 2015 Lothringen). Sie gehört zum Arrondissement Verdun und zum Kanton Montmédy.

## Geografie
Die Gemeinde Quincy-Landzécourt liegt südwestlich von Montmédy am Loison, fünf Kilometer südlich der Grenze zu Belgien.

## Geschichte
Die Gemeinde entstand am 3. April 1957 durch Zusammenlegung der Dörfer Quincy-sur-Loison und Landzécourt.

### Bevölkerungsentwicklung
| Jahr                       | 1962 | 1968 | 1975 | 1982 | 1990 | 1999 | 2006 | 2019 |
| Einwohner                  | 197  | 186  | 164  | 156  | 144  | 161  | 150  | 134  |
| Quellen: Cassini und INSEE |      |      |      |      |      |      |      |      |

## Sehenswürdigkeiten
- Kirche Saint-Martin von 1738